# Île de l’Oga
Île de l’Oga (auch Île des Cormorans, korsisch Isula d’Oga) ist eine zu Frankreich gehörende unbewohnte Insel im Mittelmeer.
Sie liegt etwa einen Kilometer vor der Westküste Korsikas und gehört zum Gebiet der Stadt Ajaccio. Die aus rotem Porphyrgestein bestehende Insel ist weitgehend ohne Bewuchs und gehört zur Inselgruppe Îles Sanguinaires. Sie erstreckt sich von Südwesten nach Nordosten über etwa 150 Meter bei einer Breite von bis zu 100 Metern. Nordöstlich liegt die Île de Porri und davor noch der kleine Felsen U Sbiru, südwestlich Îlot de Cala d’Alga. Île de l’Oga ist als Naturschutzgebiet ausgewiesen.